# EC1 Łódź – Miasto Kultury

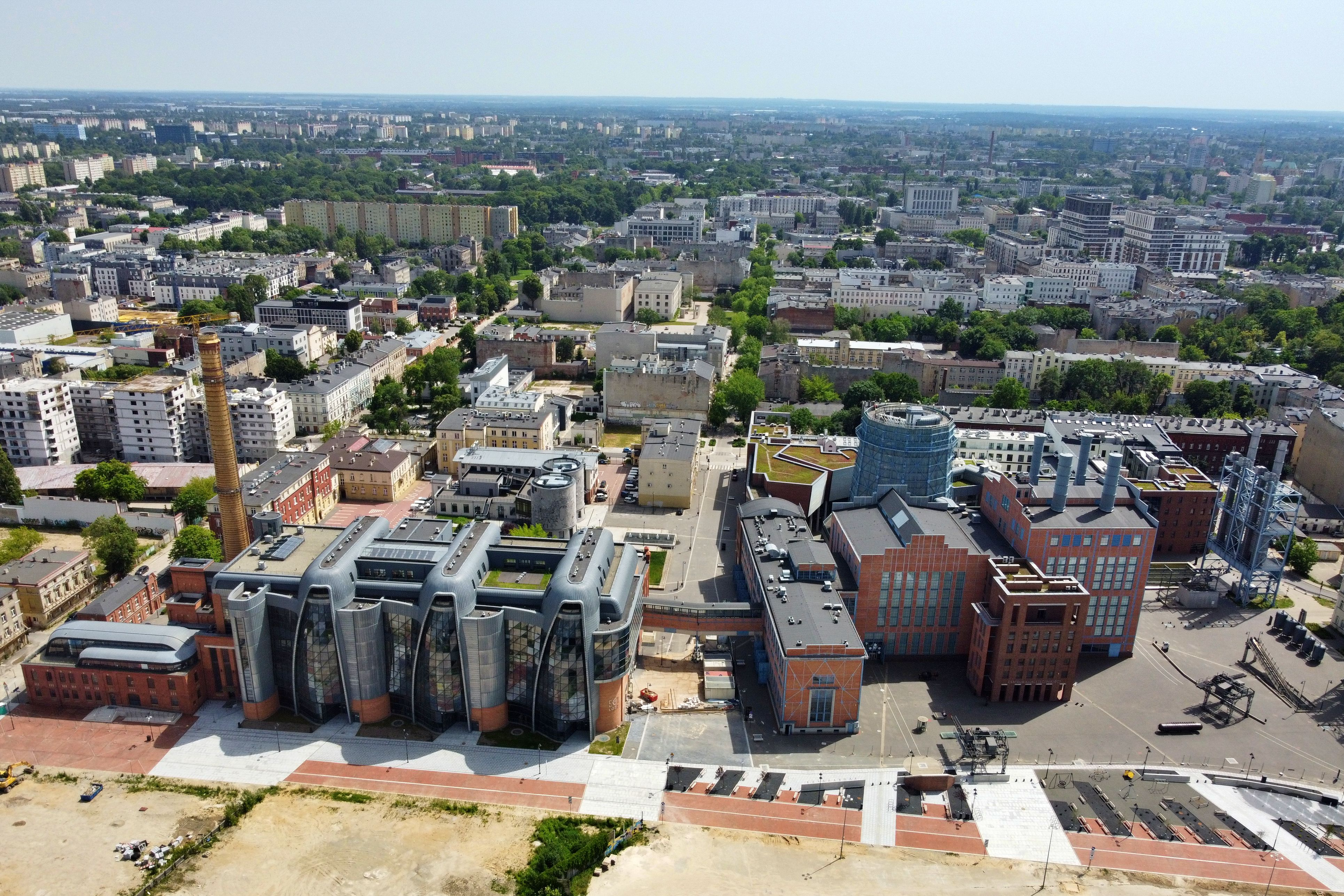
Widok kompleksu EC1

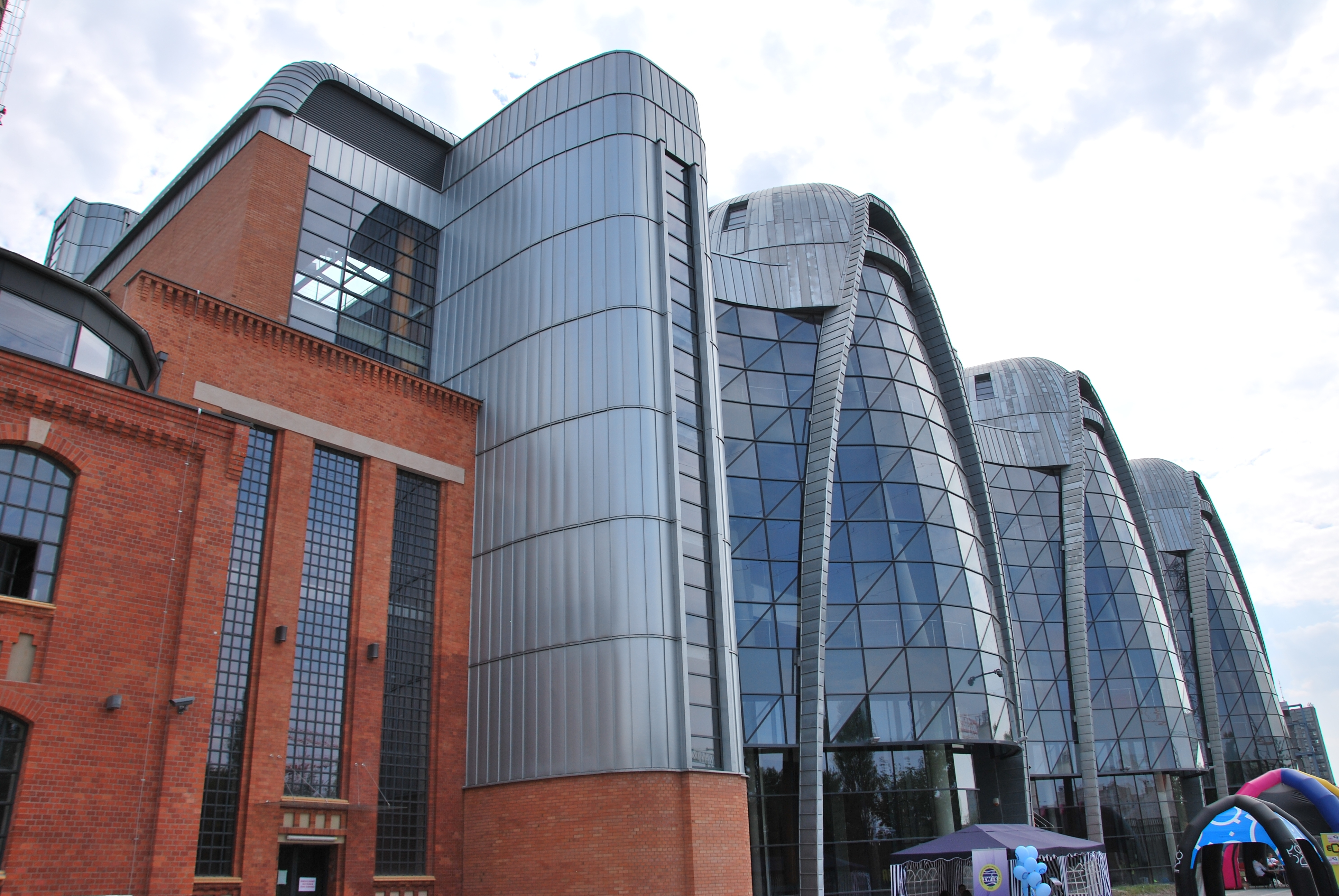
EC1 - budynek wschodni

EC1 Łódź – Miasto Kultury – instytucja kultury współprowadzona przez miasto Łódź oraz Ministra Kultury i Dziedzictwa Narodowego, działająca w przestrzeniach zrewitalizowanego i rozbudowanego kompleksu pierwszej łódzkiej elektrowni. Mieści się w Nowym Centrum Łodzi przy ul. Targowej 1/3, w bezpośrednim sąsiedztwie dworca Łódź Fabryczna. W kompleksie dawnej EC1 znajdują się Centrum Nauki i Techniki, Planetarium EC1, Centrum Komiksu i Narracji Interaktywnej, Narodowe Centrum Kultury Filmowej oraz Łódź Film Commission.

## Historia instytucji
Instytucja została powołana do działania w 2008 roku na podstawie uchwały nr XXX/588/08 Rady Miejskiej w Łodzi z 9 kwietnia 2008 roku. W 2015 roku Miasto Łódź oraz Minister Kultury i Dziedzictwa Narodowego podjęli decyzję o wspólnym prowadzeniu instytucji na podstawie Umowy prowadzenia jako wspólnej instytucji kultury pod nazwą „EC1 Łódź – Miasto Kultury” w Łodzi z dnia 22 września 2015 roku oraz uchwały Rady Miejskiej w Łodzi nr XVIII/408/15 z 7 października 2015 roku.

## Rewitalizacja
Rewitalizacja budynków kompleksu łódzkiej elektrowni EC1, która dostarczała energię elektryczną od 1907 i służyła mieszkańcom miasta jako szczytowa elektrociepłownia do 2000 roku, uwzględniła rangę i charakter obszaru, nawiązując do historycznego charakteru obiektów. W ramach wartego ponad 265 mln złotych projektu, dofinansowanego ze środków Europejskiego Funduszu Rozwoju Regionalnego, budynki dawnego kompleksu elektrociepłowni EC1 zostały odnowione i zmodernizowane z myślą o ich adaptacji na funkcje kulturalne.
Historyczny układ i zabudowa terenu elektrowni zostały w znacznym stopniu odtworzone. W całości zachowana została kubatura, forma i w większości zewnętrzne cechy elewacji budynków z charakterystycznymi detalami Dotychczas w całości zrewitalizowane zostały budynki EC1-Wschód, gdzie mieści się Planetarium EC1, Łódź Film Commission oraz Narodowe Centrum Kultury Filmowej, oraz EC1-Zachód, gdzie mieści się Centrum Nauki i Techniki. Trwa rewitalizacja południowo-wschodniej części kompleksu, gdzie swoją siedzibę będzie miało Centrum Komiksu i Narracji Interaktywnej.

## Zakres działalności
„EC1 Łódź – Miasto Kultury” w Łodzi pełni funkcje kulturalno-artystyczne i edukacyjne. W ramach instytucji działa kilka podmiotów:
- Centrum Nauki i Techniki EC1, otwarte 7 stycznia 2018 roku – historyczne przestrzenie EC1: maszynownia, pompownia, kotłownia, rozdzielnia, zmiękczalnia czy chłodnia kominowa z tarasem widokowym[8] zostały wyposażone w ponad 150 stanowisk ekspozycyjnych[9], kino sferyczne 3D i nowoczesne laboratoria. Zwiedzający mogą skorzystać z nowoczesnych form prezentacji w ramach trzech ścieżek dydaktycznych: ekspozycji „Przetwarzanie Energii” oraz wystaw: „Historia Wiedzy i Cywilizacji” i „Mikroświat – Makroświat”[8], a także wziąć udział w licznych warsztatach[10], spotkaniach i wydarzeniach specjalnych.
- Planetarium EC1, otwarte 8 stycznia 2016 roku – należy do najnowocześniejszych planetariów w Europie i zostało uznane za jeden z „7 Nowych Cudów Polski 2016” miesięcznika National Geographic „Traveler”[11]. Rocznie odwiedza je blisko 150 tys. widzów[2]. Prezentowane są tu projekcje o tematyce popularnonaukowej, pokazy muzyczne i kameralne koncerty[12][2].
- Narodowe Centrum Kultury Filmowej, rozpoczęcie działalności w 2016 roku[2] – miejsce dla osób zainteresowanych kulturą audiowizualną. Powstaną tu wystawy stałe, przestrzenie warsztatowe na potrzeby edukacji, filmowej, multimedialna filmowa biblioteka oraz kino[13]. W ramach dotychczasowej działalności Narodowe Centrum Kultury Filmowej dokonało m.in. rekonstrukcji biopleografu Kazimierza Prószyńskiego i odtworzenia pierwszego polskiego filmu fabularnego Powrót birbanta[14] oraz przygotowało zwycięską aplikację Łodzi do Sieci Miast Kreatywnych UNESCO jako Miasta Filmu[15].
- Centrum Komiksu i Narracji Interaktywnej jest współtworzone przez organizatorów Międzynarodowego Festiwalu Komiksu i Gier. Będzie przybliżać odwiedzającym zagadnienia sztuki komiksowej i interaktywnej narracji poprzez wystawy prezentujące cykl twórczy oraz liczne działania edukacyjne[2].
- Łódź Film Commission jest operatorem najstarszego w Polsce Funduszu Filmowego, w ramach którego dofinansowane zostały m.in. takie produkcje jak „Zimna wojna” i „Ida” Pawła Pawlikowskiego, „Powidoki” Andrzeja Wajdy, „Maria Skłodowska-Curie” w reżyserii Marie Noëlle i „Pomiędzy słowami” Urszuli Antoniak[16]. Producentom zapewnia pomoc w znalezieniu scenerii, uzyskaniu pozwoleń czy wydzieleniu przestrzeni miejskiej, wspiera w kontaktach ze służbami miejskimi i lokalnymi mediami[17][2].
- Ulica Żywiołów, przestrzeń skierowana do najmłodszych odbiorców (od 2 do 11 roku życia). Ponad 2000 m² kolorowej przestrzeni wypełnionej interaktywnymi stanowiskami. Przestrzeń zostanie udostępniona zwiedzającym pod koniec 2021 roku[18].

## EC1 w popkulturze
- Wnętrze Hali maszyn zostało zilustrowane przez Przemysława Truścińskiego na okładce 7 tomu serii Batman Detective Comics w ramach linii wydawniczej DC Odrodzenie, wydawanej przez Egmont Polska[19].

- Tereny kompleksu EC1 stanowią tło teledysku do kawałka "I Ciebie też, bardzo" z Darią Zawiałow, Dawidem Podsiadło i Vito Bambino, który jest oficjalnym hymnem Męskiego Grania 2021[20]. Teledysk jest pierwszą na świece produkcją zrealizowaną przy pomocy drona FPV (First Person View)[21].